# Bubenhäuser Höhe
Die Bubenhäuser Höhe im Taunus ist eine 267,6 m ü. NHN hohe Erhebung am Südrand des Naturparks Rhein-Taunus. Sie liegt in der Gemarkung Rauenthal der Stadt Eltville am Rhein im hessischen Rheingau-Taunus-Kreis.
Die weitgehend unbewaldete Erhebung bietet gute Aussichtsmöglichkeiten unter anderem auf Eltville am Rhein und die gegenüberliegende Rheinseite sowie zum Taunushauptkamm. Der Anblick der Bubenhäuser Höhe wird dominiert von den Bäumen eines langgezogenen schmalen Hains, der den Südhang überragt. Ihre südexponierten Hänge sind Standort einiger namhafter Rauenthaler Weinlagen.

## Geographie

### Lage
Die Bubenhäuser Höhe ist die letzte namhafte Erhebung eines vier Kilometer langen Bergrückens, der östlich der Dreibornsköpfe (547,6 m) an dem Hansenkopf (495 m) von der Kammlinie des Rheingaugebirges nach Süden abzweigt. Der Ortskern von Rauenthal liegt auf diesem Rücken in Sattellage (250 m) etwa 900 m nördlich der Bubenhäuser Höhe. Diese ist die südwestliche Nebenkuppe einer nicht weiter benannten Anhöhe im Felddistrikt Krautäcker (ca. 276 m) am südwestlichen Ortsrand. Der letzte Ausläufer des Bergrückens 500 Meter südwestlich der Bubenhäuser Höhe wird als Schollenberg (ca. 242 m) bezeichnet. Südöstliche Nachbarerhebung ist die Große Hub (176,6 m). Im Westen und Nordwesten bricht die Bergflanke steil zum Sülzbachtal und einem seiner Seitentäler, dem Großen Buchwaldgraben ab. Auch der Südhang fällt vom Gipfelplateau auf rund 1000 m breiter Front bis zum Nonnenberg im Osten steil nach unten und wird in topographischen Karten als Rauenthaler Berg bezeichnet. Unterhalb des steilen Nonnenberg-Osthangs im tief eingeschnittenen Walluftal liegt der Eltviller Stadtteil Martinsthal. Dieses Tal bildet vom Hansenkopf bis hierher die Ostflanke des ganzen Bergrückens. Es mündet weiter südöstlich in den nahen Rhein. Der Sülzbach fließt in Richtung der drei Kilometer südlich der Bubenhäuser Höhe gelegenen Eltviller Kernstadt und mündet dort in den Rhein.

### Naturräumliche Zuordnung
Die Bubenhäuser Höhe liegt auf der Grenze des Naturraums Rheingau-Vortaunus (Nr. 300.00), der in naturräumlichen Haupteinheitengruppe Taunus (30) und in der Haupteinheit Vortaunus (300) zur Untereinheit Rheingau-Wiesbadener Vortaunus (300.0) gehört, zum Naturraum Unterer Mittel-Rheingauhang (236.11), der in Haupteinheitengruppe Rhein-Main-Tiefland (23) und in der Haupteinheit Rheingau (236) zur Untereinheit Mittlerer Rheingau (236.1) zählt. Zu dieser Untereinheit gehört auch der sich im Südwesten anschließende Naturraum Johannisberg-Hallgarter Oberer Mittel-Rheingauhang (236.10).

## Weinlagen und Bewaldung
Die Bubenhäuser Höhe weist vier der Rauenthaler Weinlagen auf. Die Höhenlage um die Gipfelregion wird von der Lage Rauenthaler Langenstück eingenommen. Der Rauenthaler Gehrn umfasst die mittlere Höhe des Südhangs. Den Fuß des Berges teilen sich der Rauenthaler Baiken im Westen, die Domäne Rauenthal der Hessischen Staatsweingüter Kloster Eberbach einschließend, und der Rauenthaler Wülfen im Osten. Östlich von Gehrn und Wülfen schneidet sich der Bechtergrund mit der Weinbergslage Rauenthaler Rothenberg in den Rauenthaler Berg ein und trennt so die Bubenhäuser Höhe von dem Nonnenberg, nach dem die letzte noch nicht genannte Rauenthaler Einzellage benannt ist.
Mit Ausnahme der bewaldeten Steilhänge im Westen und Nordwesten ist die Bubenhäuser Höhe unbewaldet und landwirtschaftlich genutzt. Das Gipfelplateau trägt einen etwa 200 Meter langen schmalen Hain, in dessen Mitte sich eine Schutzhütte befindet. Auch ist hier ein Stein aufgerichtet, dessen Inschrift Namen, Lage und Höhe des Berges wiedergibt.

## Verkehrsanbindung und Aussichtsmöglichkeiten
Über den Bergsattel zwischen der Bubenhäuser Höhe und der sich im Südosten anschließenden Großen Hub verläuft die Bundesstraße 42. Dort zweigt die Landesstraße 3036 ab, die in Martinsthal auf die nach Norden östlich der Erhebung und vorbei an Rauenthal verlaufende B 260 stößt. Von dieser Straße zweigt zwischen beiden Ortschaften die durch Rauenthal führende und nördlich davon wieder auf die B 260 stoßende Kreisstraße 641 ab.
Erschlossen ist die Erhebung von Rauenthal aus durch einen Fahrweg, der zu einem Parkplatz führt. Das weitere Wegenetz dient nur dem landwirtschaftlichen Verkehr. An einem Wegabzweig auf dem Südhang steht das Tempelchen (ca. 230 m).
Von dem Hain auf dem Gipfelplateau der Bubenhäuser Höhe aus bietet sich eine Aussicht in alle Himmelsrichtungen. Nach Norden geht der Blick bis zum Taunushauptkamm. An Gipfeln zu sehen sind hier namentlich die Hallgarter Zange, die Kalte Herberge und die Hohe Wurzel. In die andere Richtung geht der Blick ins Rheintal und zum Nordrand des dahinter ansteigenden rheinhessischen Berglands.